# محمد عبدالله محمد
محمد عبدالله محمد (سومالیایی: [Maxamed Cabdulaahi Maxamed Farmaajo] Error: {{Lang}}: متن دارای نشانه‌گذاری ایتالیک است (راهنما)؛ زادهٔ ۵ مهٔ ۱۹۶۲) سیاست‌مدار و دیپلمات اهل سومالی و نهمین رئیس‌جمهور آن کشور است. وی در سال‌های ۲۰۱۰ تا ۲۰۱۱ مقام نخست‌وزیری سومالی را به عهده داشت. او در سال ۲۰۱۷ به مقام ریاست جمهوری سومالی رسید.

## پیشینه

### زندگی نامه
محمد متولد شهر موگادیشو است. پدر او به واسطه منطقه ی وابری (Waberi District) با عنوان formaggio که در اتالیایی به معنی پنیر است و این سبب شد که محمد ملقب به farmajo بشود. در دهه 1970 پدر او به عنوان کارمند دولت در دپارتمان بین‌المللی ترابری مشغول به کار شد. در بین سال های 1985 تا 1988 او به عنوان منشی سافرت سومالی در واشنگتن کار میکرد.پیش از آگوست 2019 ، او تابعیت آمریکایی داشت که آن را انکار میکند.